# Ин-Геззам
Ин-Геззам (араб. إن ڨزام‎) — город и коммуна в южной части Алжира, в вилайете Таманрассет. Административный центр и единственная коммуна в составе одноимённого округа.

## Географическое положение

Коммуна Ин-Геззам

Город находится на юге вилайета, в пределах центральной части Сахары, вблизи государственной границы с Нигером, на расстоянии приблизительно 1910 километров к юго-юго-востоку (SSE) от столицы страны Алжира. Абсолютная высота — 399 метров над уровнем моря. 

Коммуна Ин-Геззам граничит с коммунами Тин-Зауатин, Абалесса, Таманрассет, Тазрук, а также с территорией Нигера. Её площадь составляет 46 813 км².

## Климат
Климат города характеризуется как аридный жаркий (BWh в классификации климатов Кёппена). Осадки в течение года практически отсутствуют (среднегодовое количество — 43 мм). Средняя годовая температура составляет 27,9 °C. Средняя температура самого холодного месяца (января) составляет 18,6 °С, самого жаркого месяца (июня) — 34,6 °С..

## Население
По данным официальной переписи 2008 года численность населения коммуны составляла 7045 человек. Доля мужского населения составляла 51,7 %, женского — соответственно 48,3 %. Уровень грамотности населения составлял 39,4 %. Уровень грамотности среди мужчин составлял 50,7 %, среди женщин — 27,1 %. 1,7 % жителей Ин-Геззама имели высшее образование, 4,9 % — среднее образование.

## Транспорт
Через город проходит Транссахарское шоссе. На юго-западной окраине расположен одноимённый аэропорт.